# 塔蒂亚娜·伦特里亚
塔蒂亚娜·伦特里亚·伦特里亚（西班牙語：Tatiana Rentería Rentería，2000年12月22日—），哥伦比亚女子摔跤运动员。她曾代表哥伦比亚参加2024年夏季奥林匹克运动会摔跤比赛，获得女子自由式76公斤级铜牌。